# Jegor Kulikow
Jegor Fiodorowicz Kulikow (ros. Егор Фёдорович Куликов, ur. 1891 we wsi Ososzniki w guberni riazańskiej, zm. 11 września 1943) – radziecki działacz partyjny.

## Życiorys
Od 1910 członek SDPRR, działacz ruchu rewolucyjnego w Imperium Rosyjskim, po rewolucji październikowej brał udział w wojnie domowej. Od 1920 funkcjonariusz partyjny i działacz instytucji gospodarczych w Moskwie, 1925-1928 sekretarz odpowiedzialny Zamoskworeckiego Komitetu Rejonowego WKP(b) w Moskwie, od 31 grudnia 1925 do 26 czerwca 1930 członek KC WKP(b), 1929-1930 członek Zarządu Centralnego Związku Spółdzielczości Konsumenckiej (Centrosojuzu. 1931-1933 zastępca dyrektora biblioteki państwowej im. Lenina, 1933-1936 zarządca uralskiego trustu skórzanego Swierdłowsk.
W grudniu 1935 aresztowany, 1936 skazany na 10 lat pozbawienia wolności, zmarł w łagrze. Pośmiertnie zrehabilitowany.